# Емил Берлинер
Емил Берлинер (на немски: Emile Berliner; 20 май 1851 – 3 август 1929) е немско-американски изобретател, по произход евреин, роден в Германия, най-известен с изобретяването на грамофонната плоча, грамофона, микрофона. Той е също конструктор на летателни апарати, обществен деец. Основава компанията United States Gramophone Company през 1894 г.; Gramophone Company в Лондон, Англия през 1897 г.; Deutsche Grammophon в Хановер, Германия, през 1898 г.; Berliner Gram-o-phone Company of Canada в Монреал през 1899 г. и Victor Talking Machine Company през 1901 г. заедно с Елдридж Джонсън.